# Vojenné
Vojenné je geomorfologický podcelek Kysucké vrchoviny. Nejvyšší vrch podcelku je Beskyd, dosahující výšky 994 m n. m.

## Vymezení
Zabírá centrální část Kysucké vrchoviny a sousedí na severovýchodě s podcelkem Ošust (podcelek Oravských Beskyd), následuje Bystrická brázda, Rača (podcelek Kysuckých Beskyd ) a Krasňanská kotlina. Údolím Kysuce na západním okraji válečnými vede hranice s Nízkými Javorníky (podcelek Javorníků) a jižním směrem pokračuje Kysucká vrchovina podcelkem Kysucké bradla. Na východě sousedí Oravská Magura s podcelkem Paráč a Podbeskydská vrchovina. 

## Významné vrcholy
- Beskyd - nejvyšší vrch území (994 m n. m.)
- Čierna Lutiša (952 m n. m.)
- Černatín (922 m n. m.)

## Ochrana přírody
Velká část území patří do Chráněné krajinné oblasti Kysuce. Z maloplošných chráněných území se zde nachází přírodní rezervace Čierna Lutiša a Zajačkova lúka. 